# Parafia św. Jadwigi Królowej w Gorzowie
Parafia św. Jadwigi Królowej w Gorzowie – parafia rzymskokatolicka znajdująca się w Gorzowie w dekanacie Libiąż archidieceji krakowskiej.